# Marabu indický
Marabu indický (Leptoptilos dubius) je velký pták z čeledi čápovitých. Patří do rodu Leptoptilos spolu s marabu africkým a marabu indomalajským.

## Areál rozšíření
Jižní a jihovýchodní Asie.

## Popis
Marabu indický je 145–150 cm vysoký s rozpětím křídel cca 250 cm. Křídla jsou šedá a kontrastní s jinak černou horní stranou těla. Břicho a ocas jsou světle šedé, nohy jsou bílé. Olysalá hlava je růžová a mohutný zobák je žlutý.

## Potrava
Potrava se skládá z žab, velkého hmyzu, ještěrek a hlodavců, ale nepohrdne i mršinami a lidskými odpadky.

## Hnízdění
Žije v tropických mokřinách často v malých koloniích až s 30 hnízdy. Dvě až tři vajíčka jsou inkubována oběma rodiči po dobu 28–30 dnů.